# لينزينغ (ش م)

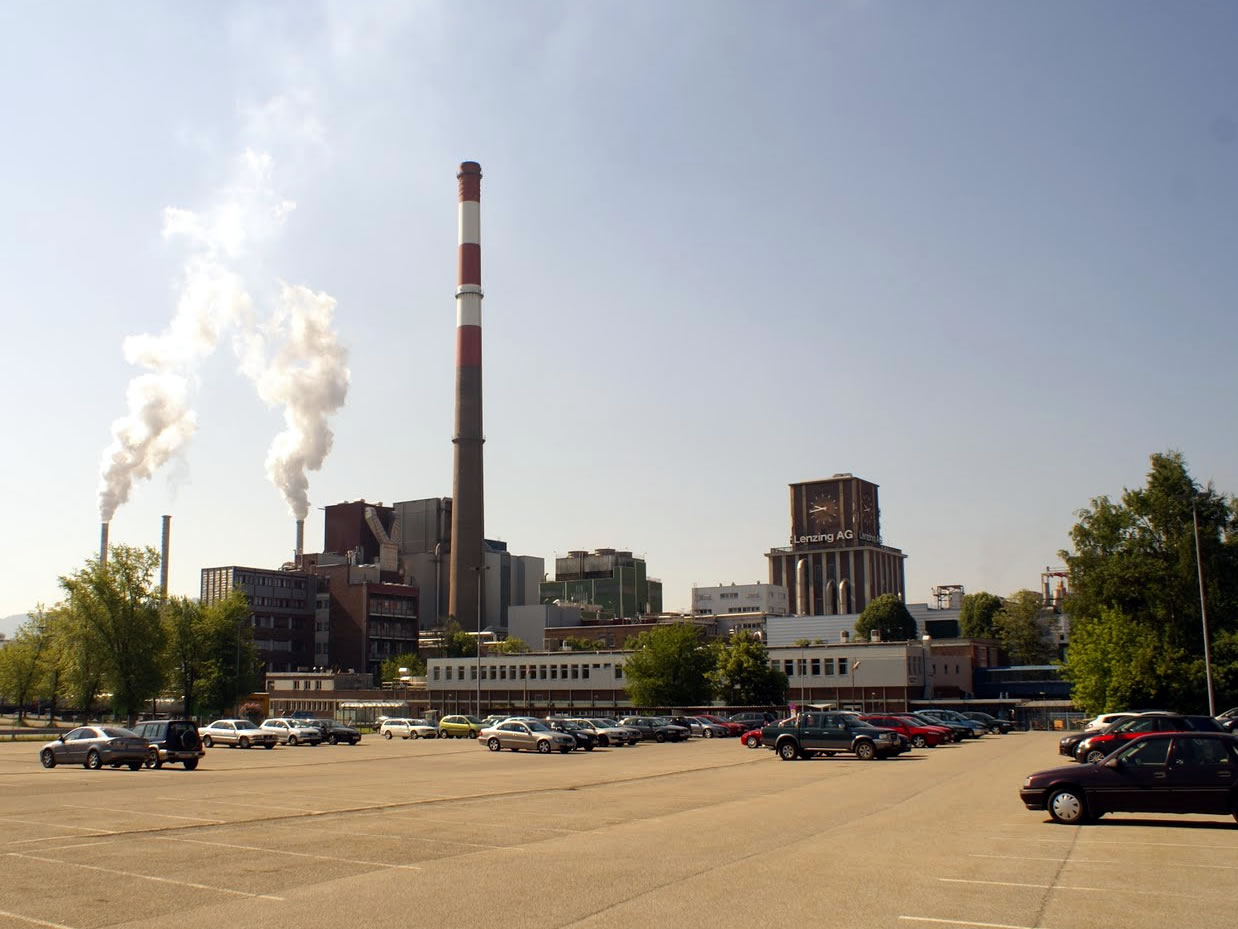
مقر ومصنع شركة لينزينغ، مبنى من الطوب الأحمر وبرج ساعة (مايو 2011)

لينزينغ، هي شركة مساهمة عالمية تنتج أليافاً يستخدم فيها لخشب مادة خام، تستخدم في عدة مجالات وتطبيقات نسجية وغير منسوجة، وكما تستخدم التطبيقات التقنية والملابس الواقية وسترات العمل. يرجع الاسم إلى مكان الشركة في بلدة لينزنغ في محافظة فوكلابروك في النمسا العليا.

## مجال عمل الشركة
تنتج لينزينغ وتبيع بصورة أساسية الألياف السليولوزية المنتجة عبر عمليات تصنيع الفسكوز والمودال والليوسيل، وتُستخدم هذه الألياف في صناعة النسيج (الملابس، المنسوجات المنزلية، والمنسوجات التقنية)، وكذلك في صناعة الانسجيات، كما تنشط الشركة أيضاً في مجال الهندسة الميكانيكية وهندسة المصانع. تسوق مجموعة لينزينغ منتجاتها تحت الأسماء التجارية TENCEL ™ و VEOCEL ™ و LENZING ™ ECOVERO ™ و LENZING ™.

## تاريخ الشركة
يعود تاريخ صناعات الخشب في المكان إلى العام 1892، حيث اشترى الصنايعي النمساوي إيميل هامبورغر منجرة أقام فيها مصنعا للب الخشب والورق، وتوسعت بعد ذلك هذه الصناعات في هذه المنطقة.
في عام 1907 أسس تحت رعاية البنك النمساوي الإنكليزي [الألمانية] شركة مصنع ورق لينزينغ المساهمة المحدودة ومقرها فيينا، التي تملكت معامل اللب والورق التي أسسها إيميل هامبورغر في لينزينغ، ومعامل الورق والخشب في بيتينغوفن وشورفلنغ القريبتين.
في الأعوام 1935 و 1936 اشترت عائلة بونتسل (بالألمانية: Bunzl)‏ غالبية الأسهم، وأصبحت الشركة تابعة لمجموعة بونتسل وبياخ (بالألمانية: Bunzl & Biach AG)‏ ومقرها فيينا، وفي هذه الفترة جرت عملية توسيع وتحديث فيها.
بعد دمج النمسا في الرايخ الألماني، استولي على الشركة من عائلى بونتسل اليهودية وأسست شركة لينيزنغ للألياف السليوزية (بالألمانية: Zellwolle Lenzing AG)‏ في المكان في نهاية مايو 1938 من قبل شركة تورنغن للألياف السليولوزية (بالألمانية: Thüringischen Zellwolle AG)‏ الألمانية، وشكّل الجزء النمساوي 50 ٪ من رأس المال المكتتب. في بداية شهر يوليو من نفس العام بدأ العمل في بناء مصنع فسكوز جديد في لينزنغ، وبدأ الإنتاج في سبتمبر 1939. 
غين لإدارى الشركة البريغادي فوهرر فاتر شيبر الذي كان عضواً متعدد المسؤوليات قوات الأمن الخاصة النازية. وفي سياق أرينة [الإنجليزية] مجموعة بونتسل (نقلها إلى ملكية آرية) على يد البنك القابض النمساوي للصناعة والتجارة في عام، دمجت هذه الشركة في عام 1940، أعيد تنظيم الشركة وغير اسمها إلى شركة لينزينغ للورق والألياف السليولزية (بالألمانية: Lenzinger Zellwolle- und Papierfabrik Aktiengesellschaft)‏.
مع اندلاع الحرب العالمية الثانية عوّض النقص في الأيدي العاملة الناجم التجنيد باستخدام عمال السخرة، وأقيمت ثلاثة معسكرات للعمل القسري في موقع مصنع الورق المغلق في بيتينغهوفن، حيث احتجز أشخاص من أكثر من 17 دولة في ما سمي «معسكر العمال المدنيين» (المعسكر 505). كما أقيمت «الثكنات الروسية» لأسرى الحرب الروس، وفي النهاية أنشئت محطة خارجية تابعة لمعسكر اعتقال ماوتهاوزن لتشغيل سجينات من معسكر الاعتقال. جلبت الدفعة الأولى من نساء معسكر ماوتهاوزن في 3 نوفمبر 1944، وبلغ عدد النساء ذروته في يناير 1945 بـ 565 امرأة. حرر نزلاء معسكرات العمل القسري في في 8 مايو 1945 على يد الجيش الامريكي الثالث.
نجحت مجموعات مقاومة النازية العاملة في المكان في منع تدمير المصنع وفقا لمرسوم نيرون النازي الذي اقتضى تدمير البنى التحتية ذاتيا.
في نهاية الأربعينيات شملت مجموعة عمليات الشركة نشر وطحن الخشب، وصناعة لب الخشب (السليولوز) والورق، وإنتاج الحرير الصناعي (الفسكوز)، وكان لديها محطتان لتوليد الطاقة الكهرومائية في لينزنغ. وضمت مبيعات الشركة ألياف الفسكوز، ولب الخشب، والورق، والأخشاب، وكذلك ملح كبريتات الصوديوم الناتج جانبياً من تصنيع ألياف الفسكوز. وبلغ عدد المستخدمين آنذاك أكثر من 2300 عامل وموظف.
في عام 1949، أعيد مصنع لينزينغ للّب والورق الذي استولي عليه في عام 1940 إلى المالكين السابقين (مجموعة بونتسل، التي أصبح مقرها في سويسرا)، الذين أعادوا الشركة إلى شركة لينزينغ للسليولوز والورق، وفي الوقت نفسه أعيدت تسمية الشركة إلى الاسم الأصلي «لينزينغ للألياف السيلولوزية»، وأبرمت بين القسمين (الألياف والسليولوز/الورق) اتفاقيات تغطي التداخل بين نشاطات القسمين والاشتراك في المباني.
في عام 1962، غير الاسم إلى شركة لينزينغ للألياف الاصطناعية (بالألمانية: Chemiefaser Lenzing Aktiengesellschaft)‏ مع البدء في إنتاج الألياف الاصطناعية، وفي ذلك الوقت، كانت أصول الشركة تشمل مصنع الفسكوز ومصنع سيلوفان بدأ تشغيله في خريف عام 1951، ومحطة الطاقة الخاصة بها.
في عام 1964 أبرمت اتفاقية مع شركة كورتو [الإنجليزية] ومقرها لندن، نصت على التعاون الوثيق في مجال البحث والعمليات والإنتاج في مجال ألياف الفسكوز.
في عام 1965 افتتح مصنع لإنتاج حامض الكبريتيك  في لينزنغ لمعاملة مركبات الكبريت المستخدمة في عمليى الفسكوز ومخلفاتها، وفي عام 1967 أنشئ مصنع لإنتاج الرقائق والأشرطة الاصطناعية المصنوعة من البولي إيثيلين والبولي بروبيلين للاستخدام في صناعة التعبئة والتغليف. في عام 1966 أسست في فرانكفورت بالتعاون مع شركة هوكست شركة أوستريا للألياف (بالألمانية: Austria Faserwerke GesmbH)‏، التي أنشأت في لينزينغ مصنعا لإنتاج ألياف البوليستر بدأ تشغيله في عام 1967 بالعلامة التجارية «تريفيرا» تريفيرا [الإنجليزية]، بالإضافة إلى الكابلات المصنوعة من البولي إيثيلين تيريفثالات بموجب ترخيص من شركة هوكست.
في عام 1969 استحوذت شركة لينزينغ على جميع أسهم شركة الألياف والورق التي كان هناك تعاون اقتصادي وثيق معها لعدة سنوات عديدة، ودمجتها في شركة لينزينغ للألياف الاصطناعية.
في عام 1979، حصلت الشركة على جائزة الدولة النمساوية [الألمانية]  وسمح لها باستخدام شعار النمسا الفيدرالي في المعاملات التجارية.
في عام 1984 أعطيت الشركة اسمها الحالي «شركة لينزينغ»، وفي العام التالي طرحت أسهمها للتداول في تم تداول أسهمهم في بورصة فيينا [الإنجليزية].
تعد اليوم شركة شركة بي أند سي الاستثمارية [الألمانية] المساهم الرئيسي في لينزينغ، حيث تمتلك اليوم 50% من الأسهم بالإضافة إلى سهمين، وهي تتبع لمؤسسة وقف بي أند سي الخاص [الإنجليزية]، وهو مؤسسة تعمل بشكل مستقل عن المصالح الاقتصادية أو السياسية لأطراف ثالثة.

## مساهمات
أهم شركة تتبع لينزينغ هي شركى جنوب المحيط الهادي للفيسكوز في أندونيسيا، وهي أكبر منتج في العالم لهذه الألياف.
في عام 2008 اشترت لينزينغ قسم ألياف البولي أكريليك دولان (بالإنجليزية: Dolan)‏ التابع لشركة كيلهايم الألمانية، فيما لم تتمكن من شراء أقسام الألياف السليولوزية، لأسباب تتعلق بقوانين مكافحة الاحتكار.
تمتلك لينزينغ منذ 28 يوليو 2009 40% من أسهم من الشركة الأندونيسية القابضة بورا غولدن ليون(بالإنجليزية: Pura Golden Lion)‏، وهي شركة تجارية تتولى مبيعات الألياف المحلية لشركة جنوب المحيط الهادي للفسكوز، كما تعمل لينزينغ على تعزيز مكانتها في سوق الألياف في شرق وجنوب شرق آسيا، وقد رفعت بذلك بصورة غير مباشرة من حصتها في شركة جنوب المحيط الهادئ من 86% إلى حوالي 91٪.
في نهاية أكتوبر 2012 افتتح خط إنتاج جديد هناك لتبلغ الطاقة الإنتاجية الـ 320 ألف طن سنويا، وهذا يجعل الشركة أكبر مصنع لألياف الفسكوز في العالم اليوم.
في أبريل 2010 اشترت لينزينغ مصنع لب الخشب التشيكي «بيوسل باشكوف» (بالإنجليزية: Biocell Paskov)‏.
في عام 2012 انفصلت شركة لينزينغ بلاستيك(بالإنجليزية: Lenzing Plastics GmbH)‏ عن المجموعة وبيعت إلى شركة إنفيست أ غي (بالإنجليزية: Invest AG)‏ ، وقد حققت لينزينغ بلاستيك في ذلك العام مبيعات بقيمة 109.4 مليون يورو، مع ربح خام مقداره 11.2 مليون يورو.
في مشروع مشترك مع شركة دوراتيكس، وهي واحد من كبار منتجي الألواح الخشبية في نصف الكرة الأرضية الجنوبي، بدأ إنشاء معمل كبير لإنتاج لب الورق في البرازيل بالقرب من ساو باولو، ومن المتوقع افتتاحه في النصف الأول من عام 2022.

## المواقع
يقع مقر الشركة الرئيسي في بلدة لينزينغ في النمسا العليا، ولها موقع إنتاج ثان في شرق النمسا في بلدة هايلغنكرويتس على الحدود الهنغارية، ولها في أوروبا مصنع لإنتاج الأليف في بلدة غريمسبي في إنجلترا، ومصنع لإنتاج لب الخشب في بلدة باشكوف في جمهورية التشيك. أما مواقع الإنتاج خارج أوروبا فتقع في موبيل في ولاية آلاباما الأمريكية، وفي بوركاواتا في إندونيسيا، وفي نانجينغ في الصين، ولها مكاتب نيويورك واسطنبول وسنغافورة وسيول وشنغهاي وهونغ كونغ وجاكرتا وكويمباتور.

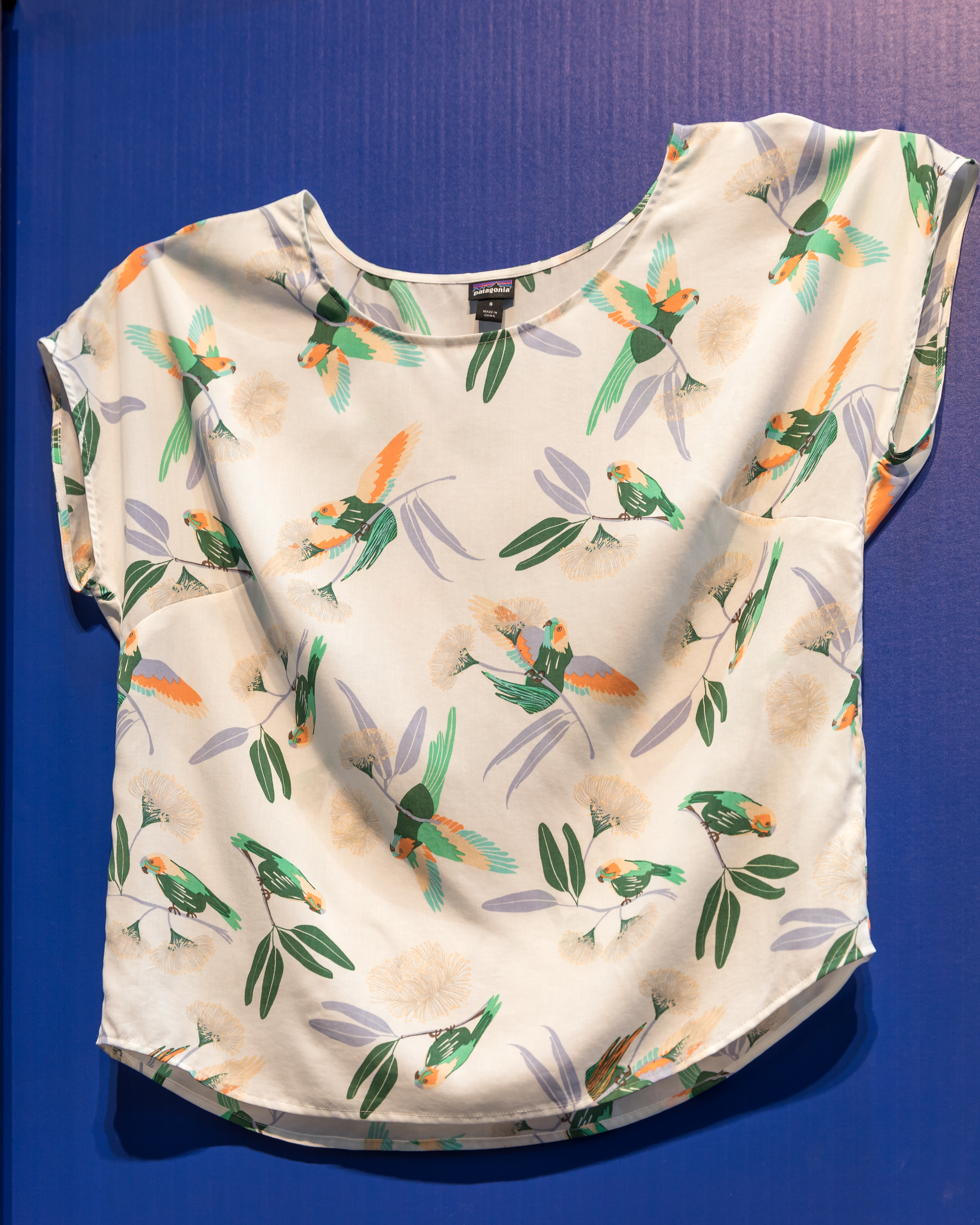
تي شيرت مصنوع من ألياف ليوسل

إلى جانب إنتاج الفيسكوز، أقيم في عام 2014 في موقع الشركة الرئيسي في لينزينغ مصنع لإنتاج ألياف الليوسل في الموقع الرئيسي في لينزن في عام 2014، تبلغ طاقته الإنتاجية 67 ألف سنويا، وقد بلغ حجم الاستثمار في إنشائه حوالي الـ 150مليون يورو. وفي موقعها الرئيسي تدير شركة لينزينغ حاليا أكبر مصنع مصنع متكامل لللب والألياف في العالم.

## روابط خارجية
- موقع الشركة الرسمي
- 75 عامًا من موقع الابتكار للاحتفال بذكرى تأسيس الشركة الـ 75 (باللغة الألمانية)
- بورصة فيينا: بيانات السوق من شركة لينزينغ المساهمة